# Бабаев, Александр Иванович (артиллерист)
Алекса́ндр Ива́нович Баба́ев (5 сентября 1913 — 9 апреля 1981) — участник Великой Отечественной войны, командир дивизиона 410-го артиллерийского полка (134-я стрелковая дивизия, 69-я армия, 1-й Белорусский фронт), Герой Советского Союза, майор.

## Ранние годы
Родился 5 сентября 1913 года в деревне Малиновка, в семье крестьянина. После окончания неполной средней школы работал слесарем на заводе в городе Дзержинск.
В Красной Армии с 1936 года. Участник советско-финляндской войны 1939—1940 годов.

## В годы Великой Отечественной войны
Участник Великой Отечественной войны с июня 1941 года.
Командир дивизиона 410-го артиллерийского полка (134-я стрелковая дивизия, 69-я армия, 1-й Белорусский фронт) майор Бабаев А. И. отличился в боях за освобождение Польши. В январе 1945 года при прорыве обороны противника в районе г. Пулавы его дивизион уничтожил множество живой силы и техники германских войск. 14 января 1945 года Бабаев принял командование стрелковым батальоном. Под его руководством батальон освободил деревню Флерянув. 15 января, отражая атаку противника у деревни Раец—Подуховны (Радомского уезда, Польша), выдвинул батареи дивизиона на прямую наводку и успешно отразил контратаку. 30 января при форсировании реки Обра, севернее города Тирштигель (Германия) огнём дивизиона подавил сопротивление врага, уничтожив большое количество живой силы и техники противника, сорвав его отступление.
Указом Президиума Верховного Совета СССР от 31 мая 1945 года за образцовое выполнение боевых заданий командования на фронте борьбы с немецко-фашистскими захватчиками и проявленные при этом мужество и героизм, майору Бабаеву Александру Ивановичу присвоено звание Героя Советского Союза с вручением ордена Ленина и медали «Золотая Звезда».

## Мирное время
После окончания Великой Отечественной войны продолжал службу в вооружённых силах. С 1956 года подполковник Бабаев А. И. — в запасе.
Умер Александр Иванович 9 апреля 1981 года.

## Награды
- Орден Ленина
- Орден Красного Знамени
- Орден Суворова 3-й степени
- Орден Александра Невского
- Орден Красной Звезды
- Медали, в том числе:
  - «За отвагу»
  - дважды «За боевые заслуги»
  - «За оборону Ленинграда»
  - «За победу над Германией в Великой Отечественной войне 1941—1945 гг.»
  - «За взятие Берлина»
  - «Ветеран труда»

## Память
Имя Героя носит Бронско-Ватрасская восьмилетняя школа Спасского района.